# Saviletto (klippa)
Saviletto är en klippa i Finland.   Den ligger i kommunen Kotka i  landskapet Kymmenedalen, i den södra delen av landet, 110 km öster om huvudstaden Helsingfors.
Terrängen runt Saviletto är mycket platt.  Närmaste större samhälle är Katariina, 19,3 km norr om Saviletto. 